# 栗色真甲鯰
栗色真甲鯰，為輻鰭魚綱鯰形目甲鯰科的其中一種，為熱帶淡水魚，分布於南美洲巴西東南部從聖保羅南部至Espírito Santo間的淡水流域，體長可達25公分，棲息在底層水域，生活習性不明。

## 扩展阅读
維基物種上的相關：栗色真甲鯰